# Jokkmokks landskommun
Jokkmokks landskommun var en tidigare kommun i Norrbottens län. 

## Administrativ historik
När 1862 års kommunalförordningar trädde i kraft den 1 januari 1863 gällde detta inte socknarna i Lappland. Först den 1 januari 1874 bildades Jokkmokks landskommun i Jokkmokks socken när kommunalförordningarna började gälla även där.
Kommunreformen 1952 påverkade inte indelningarna i området, då varken Västerbottens eller Norrbottens län berördes av reformen. Vid kommunreformen 1971 bildades Jokkmokks kommun av Jokkmokks landskommun.

### Kyrklig tillhörighet
I kyrkligt hänseende tillhörde kommunen Jokkmokks församling. Den 1 januari 1962 tillkom Porjus församling och Vuollerims församling genom utbrytningar.

## Kommunvapnet
Blasonering: I fält av silver tre till ett gaffelkors sammanställda blå blixtar, åtföljda ovan av en röd nyckel och på vardera sidan av en röd lapsk trumhammare.
Vapenfrågan började diskuteras på 1940-talet. Kommunen antog vapnet, som skapats av Svenska Kommunalheraldiska Institutet, 1953. Kungl. Maj:ts fastställelse lät vänta på sig till 1968, eftersom Statens heraldiska nämnd kritiserade den ursprungliga detaljutformningen. 1974 kunde det registreras hos Patent- och registreringsverket enligt det nya regelverket.

## Geografi
Jokkmokks landskommun omfattade den 1 januari 1952 en areal av 19 474,04 km², varav 18 143,64 km² land.

### Tätorter i kommunen 1960
| Tätort    | Folkmängd |
| --------- | --------- |
| Jokkmokk  | 2 508     |
| Vuollerim | 1 599     |
| Messaure  | 1 259     |
| Porjus    | 917       |
| Murjek    | 459       |
| Kåbdalis  | 271       |

Tätortsgraden i kommunen var den 1 november 1960 60,6 procent.

## Politik

### Mandatfördelning i Jokkmokks landskommun 1938–1966
| 9 | 10 |  | 6 |

| 25 |

| 8 | 12 | 2 | 4 |

| 25 |

| 11 | 11 |  | 3 |

| 21 | 5 |

| 11 | 17 | 5 |  |

| 30 |

| 9 | 16 | 2 | 5 | 2 |

| 29 | 5 |

| 8 | 16 |  | 2 | 4 | 3 |

| 30 |

| 8 | 18 |  | 2 | 3 | 2 |

| 30 |

| 9 | 15 |  | 2 | 3 |  | 3 |

| 31 |